# Кпалага
Кпалага — центральная языковая группа семьи Сенуфо Нигеро-конголезской макросемьи, распространённая на севере Кот-д’Ивуара. Кпалага составляет 0,3 % от всего населения семьи — 8 000 носителей. Кпалага представляет отдельную ветвь языков сенуфо, отличительной от других языков семьи морфологически и фонетически. На юге кпалага граничит с джимини (южным языком сенуфо из группы тагуана-джимини), на западе с ньярафоло (группа сенари); на севере и востоке живут дьюла. Кпалага отделены от других языков сенуфо начиная с XIV века.